# Era de Acuario
La Era de Acuario es una de las doce eras astrológicas o zodiacales definidas por el concepto de «gran año» o «ciclo equinoccial», determinado a su vez por el fenómeno astronómico de la precesión de los equinoccios y conocido también como «año platónico».
La "Era de Acuario" es un término astrológico que indica la edad astrológica actual o futura, dependiendo del método de cálculo. Algunas personas que se auto-definen como astrólogos sostienen que una era astrológica es un producto del lento movimiento de precesión de la Tierra y dura 2160 años, en promedio (26 000 años de precesión / 12 signos del zodiaco = 2160 años).
El punto en el que el Sol pasa del hemisferio sur al norte (punto vernal), cosa que ocurre hacia el 21 de marzo, varía gradualmente respecto a la constelación del zodíaco que tiene como fondo a causa de la precesión de los equinoccios, formándose así doce periodos o eras que se pueden asociar con los doce signos del zodíaco.
Las ideas acerca de las eras astrológicas, entre las que se encontraría la nueva Era de Acuario, son ajenas a la astronomía científica, y pertenecen más bien a ese poco definido conjunto que incluye la alquimia, el ocultismo, la teosofía y astrología (conjunto de creencias que parte de la premisa de que los fenómenos astronómicos tienen influencia en los asuntos humanos).
Según los cálculos de diferentes astrólogos, la fecha más probable para entrar en la Era de Acuario fue el 7 de febrero de 2022, aunque muchos piensan que el cambio de era tuvo lugar a mediados del siglo XX, como Samael Aun Weor el 4 de febrero de 1962 y Serge Raynaud de la Ferrière en el año 1980. «Los Grandes Mensajes».  Algunas de estas fechas son relativamente cercanas entre sí, teniendo en cuenta que provienen de un cálculo sobre algo que, según la astrología, ya está sucediendo.
Según los místicos, ocultistas modernos, teósofos anglo-indios y los de la nueva era, el mundo ha estado en la era Acuario desde la segunda mitad del siglo XX. Esto se explica por el hecho de que, en el momento del nacimiento de Cristo, el punto vernal emigró de la constelación de Aries a la constelación de Piscis y de allí, aproximadamente 2000 años después, a Acuario.
Personajes como Rudolf Steiner, Paul Le Cour, Guy Ballard o Max Heindel fueron de los primeros en ir dándole forma al concepto a principios del siglo XX. La corriente de la nueva era se ha gestado desde ese entonces, pasando a ser eje de diferentes grupos revolucionarios, con el objetivo de trasmitir el amor incondicional, la paz entre las masas y el amor por nuestro planeta y su naturaleza. Hoy en día además de los astrólogos que están mucho más sumergidos en este tema, la era de acuario ha entrado a formar parte de otras tendencias espirituales, como el yoga y el reiki. 
Hay que distinguir entre mes/signo/era astrológica de Acuario y constelación zodiacal de Acuario. El primer día del mes astrológico de Acuario (1 de Acuario) el Sol está en su tercer día ante la constelación de Capricornio, el día 22 de enero del calendario gregoriano. En cuanto a la constelación de Acuario, el Sol entra en ella el día 16 de febrero, que corresponde al día 27 del mes/signo de Acuario. Así que el signo de Acuario sólo coincide con la constelación durante los últimos 3 días del mes astrológico.   
Aunque el concepto "Era" es astrológico, la idea de que la Era de Acuario comience dentro de unos 6 siglos (año 2638 ó 2658) carece de fundamentos astronómicos.

## Era astrológica

Los planos imaginarios de la eclíptica, movimiento aparente del sol alrededor de la tierra, y el ecuador celeste se intersecan en la línea de los equinoccios, donde el punto Aries apunta hacia una constelación zodiacal, cambiando por retrogradación cada 2148 años, aproximadamente, dando lugar a la idea astrológica de la eras. Con el punto Libra sucede exactamente lo mismo, porque apunta a la constelación opuesta.

Era astrológica, en astrología, es un periodo que se corresponde con el desplazamiento en 30 grados de arco del eje terrestre debido al fenómeno de la precesión de los equinoccios, equivalentes a un mes del año platónico o ciclo equinoccial, es decir el período que tarda la precesión de la Tierra en dar una vuelta completa de 360° lo que ocurre en aproximadamente 25 776 años. En otras palabras, es el período durante el cual, el punto vernal cruza por una de las 12 constelaciones del zodiaco, debido a la precesión de los equinoccios, el Sol se mueve hacia atrás a través de los doce signos del zodiaco a la velocidad aproximada de un grado de espacio cada 71,6 años, y a través de cada signo (30 grados de espacio) en unos 2.148 años, y en torno de todo el círculo o ciclo equinoccial en unos 25776 años. El valor del desplazamiento es de 50.290966" por año, o alrededor de 1° cada 71,6 años, cifra que solía redondearse a 72 en la literatura esotérica de los años 30, lo que acarrea un error de 144 años.
Esto es debido a que la Tierra no gira sobre un eje estacionario. Su eje posee un movimiento lento y oscilante, similar al de un trompo o peonza, describiendo así un círculo en el espacio.
Debido a este movimiento oscilante, el Sol no cruza el Ecuador (punto vernal) por el mismo sitio todos los años, sino un poco más atrás, y de ahí el término de «precesión de los equinoccios», porque el equinoccio «precede».
El término «vernal» se refiere a la estación de primavera en el hemisferio norte, la cual comienza el 20 de marzo, fecha del equinoccio, cuando los polos de la Tierra están a la misma distancia del Sol y vemos al Sol en el punto equinoccial, el de cruce del ecuador celeste con la eclíptica. El 20 de marzo del calendario civil corresponde al último día del mes/signo de Piscis del calendario astrológico. El sentido de desplazamiento del punto equinoccial es contrario al del Sol y su ritmo es 26.000 veces más lento, a 1 grado cada 71,6 años, de modo que ya señala al primer momento de Era astrológica de Piscis, no de Acuario. Esto es a efectos del hombre astrológico basado en el calendario astrológico. Por su lado, astronómicamente, ante las constelaciones eclípticas, el punto equinoccial está hacia la constelación de Piscis a 8º de la frontera con la de Acuario, y a su ritmo se desplaza (precede, en precesión) 8º de eclíptica en unos 6 siglos.

## Creencias
Si se analizan las eras luego de la primera glaciación, se puede distingir cómo paulatinamente las eras afectaron de algún modo la forma de pensar y los valores morales de la humanidad. La influencia de Acuario, según dicen los astrólogos[¿quién?], estaría ya empezando a notarse en aspectos como el desarrollo interno de cada individuo, social, cultural, científico y tecnológico.[cita requerida]
Por otra parte, se espera que la Era de Acuario traiga consigo una edad de hermanamiento universal arraigada en la razón y la percepción directa del corazón, lo que muchos ya han comenzado a llamar la vuelta de la consciencia de Cristo, donde será posible solucionar los problemas sociales de una forma justa y equitativa, y con mayores oportunidades para la mejora intelectual y espiritual, ya que Acuario es un signo científico e intelectual y el planeta que lo rige, Urano, está asociado con la razón.[cita requerida]

La Era de Acuario marcará un cambio en la conciencia del ser humano, que ya estaría empezando a notarse y que llevaría asociado un tiempo de prosperidad, abundancia y paz. Es por esta razón que una variedad de corrientes filosóficas y espirituales más nuevas o más antiguas relacionadas con estas ideas, son asociadas a la Nueva Era. Los expertos en estudios de religiones en su mayoría teólogos y desde el punto de vista antropológico[¿quién?] la definen como un movimiento, que al no estar definido como religión o secta es imposible entenderlo porque su primera regla es incorporar de todas las religiones y filosofías elementos o ideas convenientes para vivir en un mundo armonioso.
Por otro lado, la idea de el "cambio a la Era de Acuario" (en este caso supuestamente a finales del siglo XX y principios de XXI de la Era cronológica cristiana) se basa en un hecho astronómico como es la precesión del punto equinoccial, así como el mes civil o el cambio de mes se produce acorde al movimiento de traslación de la Tierra. La precesión ocurre en sentido contrario y 26000 veces más despacio, de modo que cada signo, además de su dimensión de unos 30 días como Mes, tiene su dimensión precesional de unos 2160 años como Era.
También se suele interpretar la cuestión astrológica (cambio de Era astrológica de Acuario) leyendo un objeto astronómico como es la constelación de Acuario, pero no hay que mezclarlos porque son conceptos sin correspondencia. De hecho el punto equinoccial está a 9º del final de la constelación de Piscis (cuya siguiente constelación en sentido precesional es Acuario) y tal punto cubre esa distancia angular en 6 siglos.